# Thérèse Casgrain

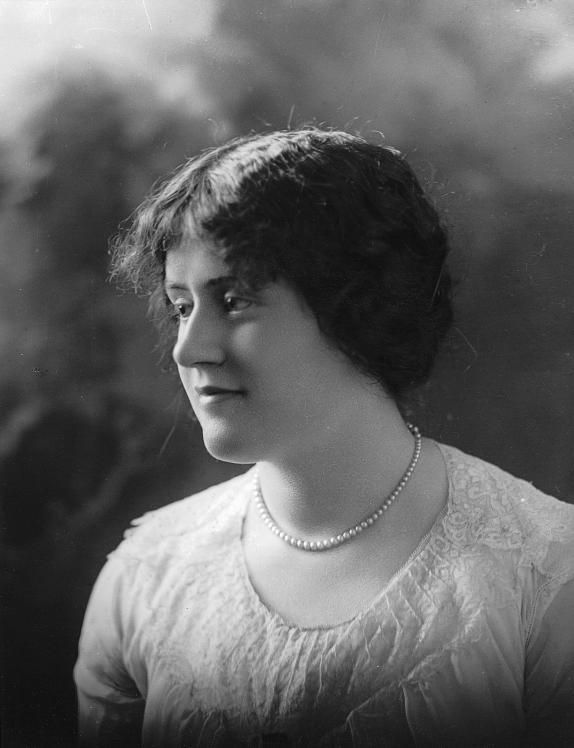
Thérèse Casgrain (1914)

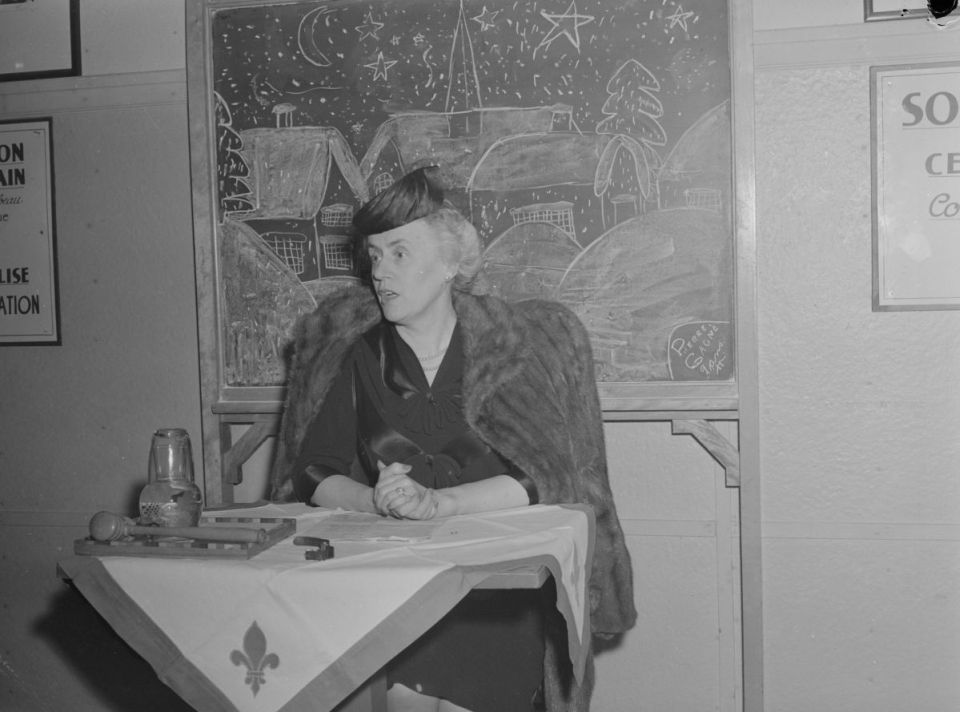
Thérèse Casgrain Lesungen in der Konsumgenossenschaft The Family in der rue Saint-Hubert in Montreal, 14. Januar 1945

Marie Thérèse Forget Casgrain, CC, OBE (* 10. Juli 1896 in Montreal; † 3. November 1981 ebenda) war eine kanadische Politikerin und Frauenrechtlerin. Sie war neun Monate lang Mitglied des kanadischen Senats, bis sie wegen Erreichens der Altersgrenze von 75 Jahren ausschied.

## Werdegang
Thérèse Casgrain wurde am 10. Juli 1896 als Tochter von Sir Rodolphe Forget und Blanche MacDonald geboren. Sie heiratete den kanadischen Politiker Pierre-François Casgrain, mit dem sie vier Kinder bekam.
Sie leitete die Bewegung des kanadischen Frauenwahlrechts in Québec. Zwischen 1928 und 1942 stand sie der League for Women’s Rights vor. In den 1930er Jahren moderierte sie eine bekannte Radiosendung names Fémina.
Nach dem Zweiten Weltkrieg war sie Parteivorsitzende der Parti social démocratique du Québec, dem Québecer Flügel der Co-operative Commonwealth Federation. Damit war sie die erste weibliche Parteivorsitzende in Kanada. In den 1960er Jahren übernahm sie den Vorsitz der Neuen Demokratischen Partei.
1967 wurde sie zum Officer of the Order of Canada ernannt. Am 7. Oktober 1970 wurde sie auf Empfehlung von Pierre Trudeau zur Anerkennung ihrer Errungenschaften von Ronald Michener als Parteilose in den kanadischen Senat berufen. Nach neun Monaten und vier Tagen im Senat schied sie am 10. Juli 1971 mit der Vollendung ihres 75. Lebensjahres aufgrund der Altersgrenze für Senatsmitglieder aus dem Senat aus.
Am 3. November 1981 starb Casgrain in Montreal im Alter von 85 Jahren. Sie wurde auf dem Friedhof Notre-Dame-des-Neiges beigesetzt.

## Ehrungen
Am 23. Juni 2022 ehrte die kanadische Regierung, vertreten durch den für das Historic Sites and Monuments Board of Canada zuständigen Minister, Thérèse Casgrain und erklärte sie wegen ihres „herausragenden und dauerhaften Beitrages zur kanadischen Geschichte“, hier wegen ihres Einsatzes als Reformerin und Frauenrechtlerin, zu einer „Person von nationaler historischer Bedeutung“.
Die kanadische Post veröffentlichte am 17. April 1985 zu ihren Ehren eine 32-Cent-Briefmarke.